# Otelo Saraiva de Carvalho
Pour les articles homonymes, voir Saraiva et Carvalho.
Otelo Nuno Romão Saraiva de Carvalho, né le 31 août 1936, à Lourenço Marques (actuel Maputo) et mort le 25 juillet 2021 à Lisbonne, est un militaire portugais. Il est l'un des stratèges de la révolution des Œillets.

## Biographie
Né à Maputo qui se nommait à l'époque Lourenço Marques, en Afrique orientale portugaise en 1936, fils d'Eduardo Saraiva de Carvalho, fonctionnaire de l'opérateur postal CTT Correios, et de Fernanda Áurea Pegado Romão, originaire de Goa. Il fait son éducation secondaire à l'école publique de Maputo. Il entre à l'Académie militaire de Lisbonne à l'âge de dix-neuf ans. En service actif en Angola de 1961 à 1963 en tant que sous-lieutenant, puis capitaine de 1965 à 1967, il sera en poste en Guinée-Bissau en 1970 en tant que capitaine sous les ordres du Général António Spínola. Responsable des affaires et de la propagande civiles pendant cette période, il est impliqué dans la contestation du « Congrès des Combattants ».
En 1973, il revient au Portugal et soutient le Mouvement des Forces armées. Il prend la tête du soulèvement militaire le 25 avril 1974. En juillet 1974, il est temporairement promu au grade de Général de Brigade et nommé Commandant de la région militaire de Lisbonne et chef du COPCON (en) (Comando Operacional do Continente). Proche de la fraction la plus à gauche du Mouvement des forces armées (MFA), il se trouve progressivement marginalisé à mesure que le Portugal devient une démocratie européenne classique. 
En mai 1975, il est temporairement promu au grade de Général. Après le coup d'État du 25 novembre, il est démis de ses fonctions à sa propre demande. Deux mois plus tard, il est arrêté au motif d'abus de pouvoir, malgré ses responsabilités au COPCON. Libéré après avoir passé 40 jours en prison. En 1976, engagé dans la gauche radicale, il se présente comme candidat à l'élection présidentielle ; il arrive second avec 792 760 voix (16,46 % des suffrages exprimés), loin derrière le général Eanes qui est élu. En octobre 1976, Carvalho est de nouveau arrêté. Après vingt jours de prison, il est libéré et ses droits civiques sont suspendus. En 1979, il est affecté dans l'armée de réserve. A l'élection présidentielle de 1980, il n'obtient que 85 896 voix (1,49 % des suffrages exprimés). 
En 1982, il est rappelé par l'armée, puisque sa décharge avait été jugée politiquement motivée. En juin 1984, il est arrêté sous l'accusation de participation à une organisation terroriste (FP25, forces populaires 25 avril), ce qu’il nie. Le 20 mai 1987, il est condamné à 15 ans de prison. Relâché en 1989, en liberté conditionnelle, en attente d'une décision définitive de la Cour suprême, il est amnistié en 1996.
En 2011, il estime que le Portugal aurait besoin d'un homme « avec l'intelligence et l'honnêteté de Salazar » pour redresser la situation économique, mais pas dans un sens fasciste.
Il meurt le 25 juillet 2021 à l’hôpital militaire de Lisbonne. Selon le Premier ministre António Costa, « La capacité stratégique et opérationnelle d'Otelo Saraiva de Carvalho, son dévouement et sa générosité ont été décisifs pour le succès, sans effusion de sang, de la Révolution des Œillets ».